# Камерин Антистий Вет
Камерин Антистий Вет (лат. Camerinus Antistius Vetus) — политический деятель эпохи ранней Римской империи.
Его отцом был консул 23 года Гай Антистий Вет, а матерью Сульпиция Камерина. Братьями Камерина были консул 50 года Гай Антистий Вет и, вероятно, консул 55 года Луций Антистий Вет.
В 43 году Камерин находился на посту городского претора, а спустя три года, в 46 году, стал консулом-суффектом. Больше о нём ничего неизвестно.